# Viggo Jensen (calciatore 1947)
Viggo Biehl Jensen (Esbjerg, 15 settembre 1947) è un allenatore di calcio ed ex calciatore danese.

## Palmarès

### Giocatore

#### Competizioni nazionali
- Campionato danese: 1

Esbjerg: 1965
- Coppa di Danimarca: 1

B 1909: 1971
- Campionato tedesco: 1

Bayern Monaco: 1973-1974

#### Competizioni internazionali
- UEFA Champions League: 1

Bayern Monaco: 1973-1974

### Allenatore

#### Competizioni nazionali
- 1. Division: 1

Esbjerg: 2000-2001